# Langstaartsluiptimalia
De langstaartsluiptimalia (Spelaeornis chocolatinus) is een zangvogel uit de familie Timaliidae (timalia's).

## Verspreiding en leefgebied
Deze soort is endemisch in noordoostelijk India.

## Status
De grootte van de populatie is in 2020 geschat op 2500-10.000 volwassen vogels. Het verspreidingsgebied is erg klein en de soort neemt af door habitatverlies. Op de Rode lijst van de IUCN heeft deze soort daarom de status kwetsbaar.